# مسجد حسن الشربتلي
مسجد حسن الشربتلي قامت بإنشائه مؤسسة حسن عباس شربتلي الخيرية لخدمة المجتمع تخليداً لذكرى السيد حسن عباس شربتلي, في مدينة القاهرة بمنطقة القاهرة الجديدة (التجمع الخامس). أنشئ المسجد على مساحة تبلغ حوالي 18000 متر مربع وتبلغ مساحة مبانيه 5700 متر مربع ويتسع لأكثر من 5000 مصلٍ ويحيط به من الخارج عدد من الساحات والتي تتسع لأكثر من 3000 مصلٍ بحيث يمكن استغلالها خلال صلوات الجمع والأعياد. يضم المسجد أكبر نجفة على مستوى العالم حيث تزن 3000 كيلو جرام، وارتفاعها 17.7 متر بقطر 17.6 متر, وصممت على الطراز الإسلامي ومكونة من سبعة أدوار كرمز للسموات السبع ومكتوب في مقدمتها الاية الكريمة «ويحمل عرش ربك فوقهم يومئذ ثمانية» واستغرق تصنيعها وتركيبها أكثر من 9 أشهر.